# Buffalo Soapstone
Buffalo Soapstone ist ein census-designated place (CDP) im Matanuska-Susitna Borough in Alaska in den Vereinigten Staaten. Das Gebiet liegt an der Moose Creek Road nördlich von Palmer und Farm Loop und westlich des Glenn Highway. Das U.S. Census Bureau hat bei der Volkszählung 2020 eine Einwohnerzahl von 1.021 ermittelt.

## Geschichte
Das ganze Matanuska-Susitna-Tal war als eine geplante landwirtschaftliche Kolonie angelegt. 203 Familien, die meisten aus Michigan, Wisconsin and Minnesota, zogen 1935 in das Gebiet. Viele ihrer Nachfahren leben immer noch dort. Geringe Wohnungskosten, der ländliche Lebensstil sowie die Nähe zur Großstadt Anchorage begünstigten das Bevölkerungswachstum.

## Demografie
Zum Zeitpunkt der Volkszählung im Jahr 2000 (U.S. Census 2000) hatte Buffalo Soapstone CDP 699 Einwohner auf einer Landfläche von 58,5 km². Das Durchschnittsalter betrug 33,4 Jahre (nationaler Durchschnitt der USA: 35,3 Jahre). Das Pro-Kopf-Einkommen (englisch per capita income) lag bei US-Dollar 18.021 (nationaler Durchschnitt der USA: US-Dollar 21.587). 22,2 % der Einwohner lagen mit ihrem Einkommen unter der Armutsgrenze (nationaler Durchschnitt der USA: 12,4 %). 18,3 % der Einwohner sind britischer-, 17,7 % deutscher- und 11,9 % italienischer Abstammung. Viele Einwohner arbeiten in Palmer, Wasilla und Anchorage.